# George L. Sheldon

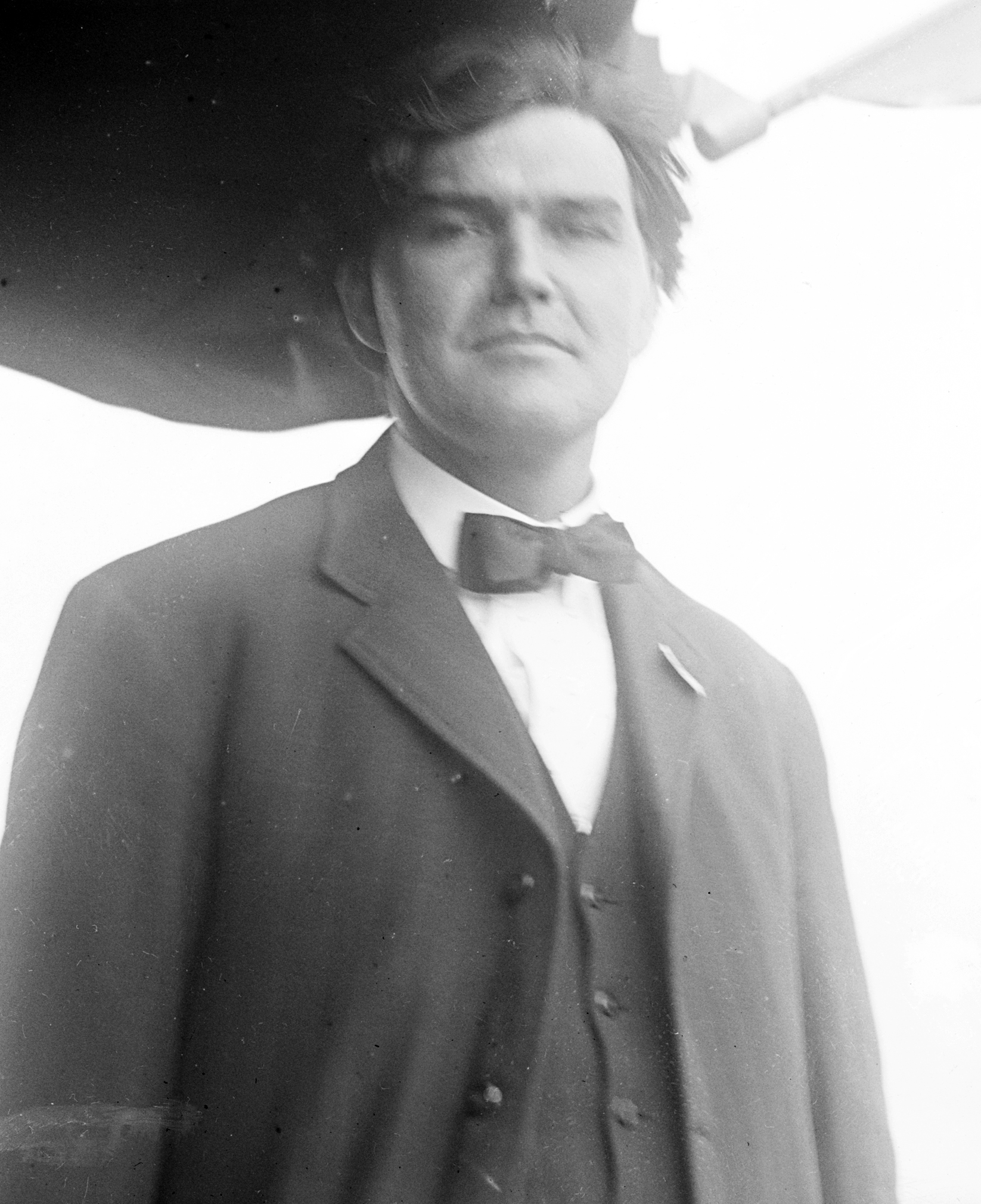
George L. Sheldon (1908)

George Lawson Sheldon (* 31. Mai 1870 in Nehawka, Cass County, Nebraska; † 4. April 1960 in Greenville, Mississippi) war ein US-amerikanischer Politiker und zwischen 1907 und 1909 der 15. Gouverneur des Bundesstaates Nebraska.

## Frühe Jahre und politischer Aufstieg
Nach dem Besuch der örtlichen Grundschulen besuchte Sheldon die University of Nebraska, die er 1892 erfolgreich abschloss. Danach studierte er ein Jahr lang an der Harvard University. Während des Spanisch-Amerikanischen Krieges diente er als Hauptmann einer Freiwilligeneinheit aus Nebraska. Zwischen 1902 und 1904 saß Sheldon im Senat von Nebraska. Er war Mitglied der Republikanischen Partei und wurde als deren Kandidat im Jahr 1906 zum neuen Gouverneur von Nebraska gewählt. In den Wahlen schlug er seinen demokratischen Gegner Ashton C. Shallenberger mit deutlichem Vorsprung.

## Gouverneur von Nebraska
Sheldons zweijährige Amtszeit begann am 3. Januar 1907 und endete am 7. Januar 1909. In dieser Zeit wurde ein staatlicher Eisenbahnausschuss ins Leben gerufen. Freikarten zur Benutzung der Eisenbahn wurden abgeschafft, dafür wurden die Fahrpreise für Passagiere gesenkt. Das von seinem Vorgänger John H. Mickey in die Wege geleitete Gesetz zur Einführung des Vorwahlsystems trat in dieser Zeit in Kraft. Im Jahr 1908 bewarb sich Sheldon um eine zweite Amtszeit, diesmal verlor er aber gegen Shallenberger.

## Weiterer Lebenslauf
Nach dem Ende seiner Amtszeit zog Sheldon nach Mississippi, wo er Jahre zuvor eine Plantage erworben hatte. Auch in seiner neuen Heimat war er politisch aktiv. Zwischen 1920 und 1924 gehörte er dem Repräsentantenhaus von Mississippi an; von 1930 bis 1933 war er Leiter der US-Finanzbehörden in diesem Staat (Collector of Internal Revenue). George Sheldon starb im April 1960 im Alter von fast 90 Jahren. Er war mit Rose Higgins verheiratet, mit der er vier Kinder hatte.